# Ludowici (Georgia)
Ludowici es un pueblo ubicado en el condado de Long en el estado estadounidense de Georgia. En el censo de 2000, su población era de 1.440.

## Demografía
En el 2000 la renta per cápita promedia del hogar era de $27,386, y el ingreso promedio para una familia era de $28,792. El ingreso per cápita para la localidad era de $11,701. Los hombres tenían un ingreso per cápita de $25,272 contra $16,250 para las mujeres.

## Geografía
Ludowici se encuentra ubicado en las coordenadas 31°42′38″N 81°44′40″O / 31.71056, -81.74444 (31.710556, -81.744444).
Según la Oficina del Censo, la localidad tiene un área total de 5,7 km² (2,2 mi²), de la cual 5,7 km² (2,2 mi²) es tierra y 0 km² (0 mi²) (0.00%) es agua.